# JETEX
JETEXは模型用の固体燃料ロケットエンジンである。

## 概要
硝酸グアニジンの固体ペレットの燃焼によって作動する。燃料はICI（インペリアル・ケミカル・インダストリーズ）が製造した。エンジンケースはアルミニウム合金製で再使用できる。燃料の扱いは湿度の高い場所は変質する恐れがあるので避けて保管する必要がある。日本で生産・流通した似たような製品にタイガーロケッティがある。
JETEX（およびタイガーロケッティ）は、現在定番になっているエステスのそれに代表されるモデルロケットのロケットエンジンとは大きく異なるものである。厚紙やプラスチックなどで機体を軽量に仕上げる必要はあるが、垂直に十分な加速度で打ち上げられる性能をモデルロケットのエンジンは持っている。一方、JETEXには模型を垂直離床させられるような性能は無く、フリーフライト機などの発進時の(補助)動力であり、その飛行において緩やかな加速を与えるものである。また排気は低温であり扱いは容易で、機体の断熱も簡易でよい。

## 歴史
1947年に原型が開発され、1948年初頭に模型雑誌向けに実演された。同年6月には一般大衆が入手できるようになり、エアロモデラー誌の表紙をJETEXが飾った。最初のエンジンはJETEX100で、続いて強力なJETEX350、JETEX200ができた。
JETEXは模型の分野において1940年代末～1950年代初頭にかけて大きな衝撃をもたらした。
最も普及したのはサザンプトンのWilmot, Mansour & Company社から1950年に発売されたJETEX50だった。